# 管理過程学派
管理過程学派（the management process school)とはファヨールを始祖とする経営学の学派で、経営管理者の職能を研究するものである。この学派はマネジメント（経営管理）を職能であるととらえ、経営管理者の職能は管理要素であるPOCCC（計画化、組織化、命令、機能調整、組織統制）など段階的、循環的、継続的に遂行されるものであるということから管理過程学派と呼ばれている。また、複雑な経営管理者の仕事の原則を見つけようとする管理過程学派に対して、ミンツバーグの主張のように実際の経営管理は完璧に原則通りいくはずがないという批判をする者も現れ、管理過程学派を批判的に見る学派も生まれた。

## 管理過程学派から派生した学派
- 偉人学派
- 意思決定学派
- 企業家精神学派
- リーダー有効性学派
- リーダー行動学派
- リーダー権力学派

### 管理過程学派を否定した学派
- 職務活動学派

## 代表的な研究者
- ファヨール（Fayol, H.）
- ガリック（Gulick, L.）
- コーディナー（Cordiner, R.）
- ストロング（Strong, L.）
- グッドマン（Goodman, R. A.）
- ドラッカー（Drucker, P. F.）